# 도조촌 (니가타현 가리와군)
도조촌(東城村)은 니가타현 가리와군에 설치되었던 촌이다. 현재의 가리와촌에 해당한다.